# Vojenský újezd Valaškovce
Vojenský újezd Valaškovce (slovensky Vojenský obvod Valaškovce) jsou vojenský újezd na Slovensku v okrese Humenné. Tento újezd je územně totožný s vojenským výcvikovým prostorem Kamenica nad Cirochou.
Původně se jednalo o obec. Její obyvatelé ale byli v roce 1937 vystěhováni. V té době se tam nacházelo 49 domů. Část obyvatel byla vysídlena do Humenného do části Za vodou, kterou dodnes domácí nazývají Valaškovce. Z obce ve vojenském újezdu zůstala pouze cerkev, hřbitov, schody fary, alej za kostelem a místy zbytky zahrad.

## Ochrana přírody
Velká část vojenského újezdu leží ve Vihorlatských vrších v CHKO Vihorlat. Je zde lokalita Světového dědictví UNESCO – Vihorlatský prales. Dále jsou zde:

### Národní přírodní rezervace
- Motrogon
- Postávka
- Vihorlat[3][4]

### Přírodní rezervace
- Ďurova mláka

### Přírodní památky
- Čierny potok
- Sninský kameň